# De Martino
De Martino ist ein eigenständiger italienischer Familienname.

## Namensträger
- Alberto De Martino (1929–2015), italienischer Filmregisseur und Drehbuchautor
- Carmine De Martino (1898–1963), italienischer Politiker, Unternehmer und Sportmanager
- Francesco De Martino (1907–2002), italienischer Jurist und Politiker
- Giovanni de Martino (1870–1935), italienischer Bildhauer
- Giacomo De Martino (1868–1957), italienischer Diplomat und Politiker, Botschafter sowie Senator
- Peppino De Martino (1900–1983), italienischer Schauspieler
- Pino De Martino (* 1928), italienischer Filmproduzent